# مانجونگ
| مانجونگ     | مانجونگ            |
| ----------- | ------------------ |
|             |                    |
| کشور        | مالزی              |
| ایالت       | پراک               |
| ناحیه       | Manjung            |
| شهردار      | یعقوب بن فاخر موحد |
| مساحت       | ۱،۱۶۸ کیلومترمربع  |
| جمعیت       | ۱۹۹،۸۰۹ نفر        |
| تراکم جمعیت | ۱۷۱ کیلومترمربع    |
| گل          | Bunga Loceng       |
| وبگاه       | mpm.gov.my         |

مانجونگ (به انگلیسی: Manjung) (نام سابق: دیندینگ) ناحیه‌ای واقع در جنوب غربی ایالت پراک، مالزی است.
این منطقه به علت وجود جزیره پانگ کور (جاذبه مهم توریستی) و همچنین ایستگاه نیروی دریایی سلطنتی مالزی مشهور است. 